# A. F. Maciejewski
Anton Frank „A. F.“ Maciejewski (* 3. Januar 1893 in Anderson, Texas; † 25. September 1949 in Chicago, Illinois) war ein US-amerikanischer Politiker. Zwischen 1939 und 1942 vertrat er den Bundesstaat Illinois im US-Repräsentantenhaus.

## Werdegang
A. F. Maciejewski besuchte die öffentlichen Schulen in Cicero (Illinois) und das Lewis Institute in Chicago. Seit 1916 arbeitete er in Cicero im Kohlehandel. Zwischen 1925 und 1928 war er für die Unterstützungsbehörde (Charge of Relief) im Cook County tätig. Gleichzeitig schlug er als Mitglied der Demokratischen Partei eine politische Laufbahn ein. Er war sowohl Mitglied im Staatsvorstand seiner Partei als auch im Democratic National Committee. Im Juni 1928 nahm er als Delegierter an der Democratic National Convention in Houston teil. Zwischen 1932 und 1939 war er Ortsvorsteher und Kämmerer von Cicero.
Bei den Kongresswahlen des Jahres 1938 wurde Maciejewski im sechsten Wahlbezirk von Illinois in das US-Repräsentantenhaus in Washington, D.C. gewählt, wo er am 3. Januar 1939 die Nachfolge von Thomas J. O’Brien antrat. Nach einer Wiederwahl konnte er bis zu seinem Rücktritt am 8. Dezember 1942 im Kongress verbleiben. Bis 1941 wurden dort die letzten der New-Deal-Gesetze der Bundesregierung unter Präsident Franklin D. Roosevelt verabschiedet. Seit 1941 war auch die Arbeit des Kongresses von den Ereignissen des Zweiten Weltkrieges geprägt. Im Jahr 1942 verzichtete er auf eine erneute Kandidatur und trat wenige Wochen vor dem offiziellen Ablauf der Legislaturperiode (3. Januar 1943) zurück.
Nach dem Ende seiner Zeit im US-Repräsentantenhaus arbeitete Maciejewski wieder im Kohlegeschäft. Er war auch Kuratoriumsmitglied des Board of trustees of the sanitary district of Chicago. Er starb am 25. September 1949 in Chicago.